# Michaił Timofiejew
Michaił Michajłowicz Timofiejew (ros. Михаил Михайлович Тимофеев, ur. 1896 w Petersburgu, zm. w grudniu 1977 w Moskwie) – funkcjonariusz radzieckich organów bezpieczeństwa, generał major.

## Życiorys
Od marca 1917 w SDPRR(b), 1917-1918 w Czerwonej Gwardii, 1918-1920 w Armii Czerwonej. Od maja 1920 do czerwca 1921 szef Wydziału Specjalnego 55 Dywizji Strzeleckiej, od czerwca 1921 do 1923 szef wojskowej grupy biura politycznego ujezdnej Czeki w Kupiańsku, w Wydziale Specjalnym charkowskiej gubernialnej Czeki, pełnomocnik okręgowej Czeki w Bogoduchowie, 1923-1924 szef okręgowego oddziału GPU w Bogoduchowie/Achtyrce, 1924-1928 szef okręgowego oddziału GPU w Nowogrodzie Siewierskim/Głuchowie. Od marca 1928 do grudnia 1929 pomocnik szefa okręgowego oddziału GPU w Charkowie, od 1 grudnia 1929 do 5 września 1930 szef okręgowego oddziału GPU w Krzywym Rogu, od września 1930 do października 1931 zastępca szefa, a od 10 października 1931 do 14 lutego 1932 szef sektora operacyjnego GPU obwodu donieckiego. Od 14 lutego do 7 października 1932 szef obwodowego oddziału GPU w Doniecku, od października 1932 do 3 marca 1933 szef obwodowego oddziału GPU w Charkowie, od marca do września 1933 szef Wydziału Transportu Drogowego OGPU Kolei Południowo-Zachodniej, od września 1933 do stycznia 1934 zastępca szefa Zarządu Ekonomicznego GPU przy Radzie Komisarzy Ludowych Ukraińskiej SRR, od 15 stycznia do 10 lipca 1934 szef obwodowego oddziału GPU w Czernihowie. Od 15 lipca 1934 do 16 grudnia 1936 szef Zarządu NKWD obwodu czernihowskiego.
29 listopada 1935 mianowany starszym majorem bezpieczeństwa państwowego, od 16 grudnia 1936 do 28 sierpnia 1937 szef Zarządu NKWD obwodu winnickiego, od 28 sierpnia 1937 do 26 lutego 1941 szef białomorsko-bałtyckiego kombinatu i poprawczego obozu pracy NKWD, równocześnie od 16 kwietnia 1940 do 28 marca 1941 szef poprawczego obozu pracy NKWD w Keksholmie (obecnie Prioziorsk). Od 26 lutego 1941 do 18 marca 1953 szef Zarządu/Głównego Zarządu Łagrów Przemysłu Leśnego NKWD/MWD ZSRR, od 14 lutego 1943 komisarz bezpieczeństwa państwowego, od 9 lipca 1945 generał major. Od marca 1953 do lutego 1954 szef "Gławspieclesa" Ministerstwa Przemysłu Leśnego i Papierniczego ZSRR, od 24 lutego 1954 do 11 lipca 1956 szef Głównego Zarządu Łagrów Przemysłu Leśnego MWD ZSRR, następnie w stanie spoczynku.

## Odznaczenia
- Order Lenina (dwukrotnie)
- Order Czerwonego Sztandaru (trzykrotnie)
- Order Czerwonego Sztandaru Pracy (dwukrotnie)
- Order Czerwonej Gwiazdy
- Order Czerwonego Sztandaru Pracy Ukraińskiej SRR
- Odznaka "Zasłużony Funkcjonariusz NKWD" (17 lipca 1944)

I 9 medali.